# Frontalité

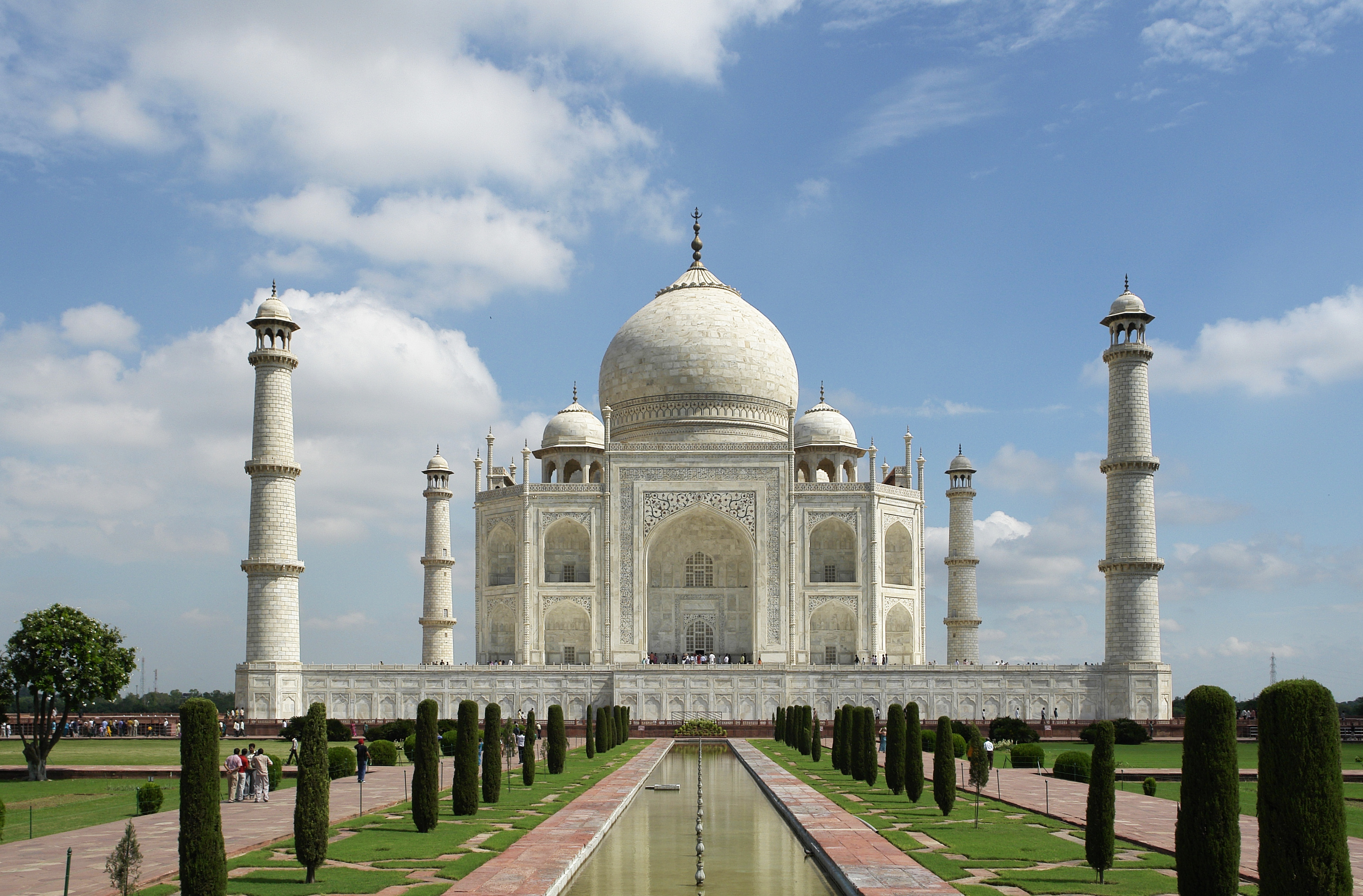
Vue frontale du Taj Mahal.

La frontalité est une notion esthétique qui caractérise des sujets présentés perpendiculairement au regard du spectateur.
Quand la représentation est plate, comme en peinture, en photographie, en audiovisuel, la frontalité exclut l'existence d'axes obliques, mettant en évidence la perspective. Elle conserve, par conséquent, la symétrie. Une « photo témoin », cherchant à rendre compte sommairement de l'apparence du sujet, comme une photographie d'identité, privilégie presque toujours la vue frontale.
Dans les représentations en relief, comme au théâtre et en sculpture, la frontalité installe les axes des sujets — regards, action — dans une direction privilégiée comme la perpendiculaire à une paroi ou l'axe de symétrie d'une salle.

## Esthétique
La frontalité a toujours un statut particulier dans l'esthétique, soit qu'on la rejette, soit qu'on l'exalte. Selon Pierre Bourdieu, elle reflète « le souci de donner de soi la meilleure image la plus conforme à l'idéal de dignité et d'honneur ». Pour d'autres, elle est conventionnelle, ou évoque une insupportable intimité.

## Sculpture

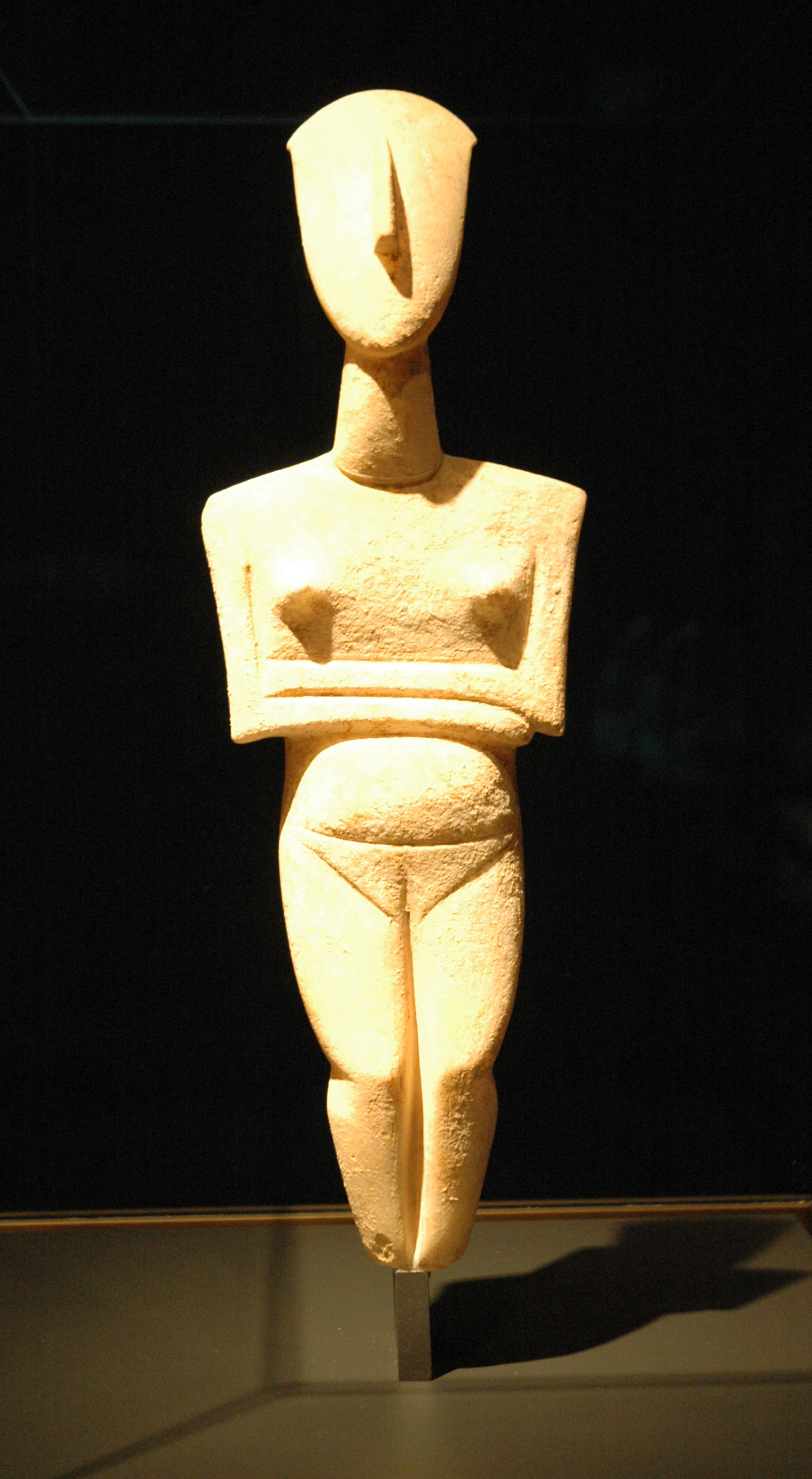
Figurine cycladique.

Des archéologues ont théorisé, à la fin du XIXe siècle, une loi de frontalité dans les sculptures anciennes.
Julius Lange a défini en 1899 la frontalité des statues dans l'art primitif : « Le plan médian (...) qui partage le corps en deux moitiés symétriques, reste invariable, ne se courbant ni se tournant d'aucun côté. Une figure peut donc bien se courber en avant et en arrière, le plan médian ne cesse pas pour cela d'être un plan, mais il ne se produit ni flexion, ni torsion latérale ». Il divise l'histoire de l'art en deux périodes : celle où la frontalité existe, au début de la civilisation ; et la suivante. La limite se situe selon lui à l'introduction du contrapposto en Grèce antique au VIe siècle av. J.-C.
Les remarques de Lange sont largement reçues dans le domaine de l'esthétique. Mais l'archéologue Waldemar Deonna lui oppose en 1912 la frontalité dans les œuvres du gothique roman, plus de quinze siècles plus tard, et l'anthropologue Félix Régnault la constate dans des statues du Dahomey du musée du Trocadéro qui montrent de nombreux détails asymétriques, dans des statuettes à visage dissymétrique représentant des sujets atteints de torticolis et de contracture faciale, dans des amulettes néo-zélandaises de personnages assis jambes croisées avec leur tête inclinée sur l'épaule, dans des poupées yakoutes (Sibérie) du musée Guimet avec la tête inclinée ou la bouche de travers - ce dernier trait se retrouvant dans maintes autres cultures -, et dans l'art populaire contemporain.
Sans nier la fréquence de la frontalité dans « l'art des sauvages et celui des peuples anciens »,  Regnault conclut que cette loi n'est pas absolue. Elle ne provient pas de l'état de la technique. « Je crois, écrit-il, que la frontalité provient surtout du Cérémonial dont les règles sont strictes dans les sociétés barbares et inégalitaires ».

### Art égyptien, frontalité et aspectivité
Dans la statuaire égyptienne, la frontalité permet un contact direct, « regard contre regard » entre le spectateur et l'œuvre ; et toutes les têtes de personnages sont sur une même ligne.
Mais la statuaire égyptienne obéit aussi au principe d'aspectivité, qui perturbe cet alignement. Il faut rendre visibles les attributs essentiels du sujet. Ainsi une statue en ronde-bosse de Sépa indique sa qualité de magistrat non seulement par le cartouche en bas-relief mais aussi par la position des jambes, symbolisant un hiéroglyphe similaire l'activité et le mouvement, par d'une canne qui rappelle comme un rébus la parole, par un sceptre qui symbolise le pouvoir. Ces attributs ainsi que les hiéroglyphes qui identifient le personnage se lisent vus depuis le côté droit. Il y a deux axes privilégiés, et non un seul. Les trois statues de Sépa et de son épouse Nésa, construites de la même façon sur deux axes, sont au Louvre « alignées dans une longue vitrine qui oblige le visiteur à se placer face à elles pour les regarder, en lui interdisant la vue latérale sinistroverse ». La muséographie a privilégié la frontalité, « probablement parce qu'il est difficile à un esprit occidental (…) de concevoir une image selon plusieurs points de vue simultanés ».

## Théâtre et danse
Au théâtre, la notion de frontalité se divise en deux significations orthogonales. Il peut s'agir d'une mise en scène sur une bande étroite, sans profondeur, dans laquelle les spectateurs voient les comédiens sous un angle proche du profil, comme les actions que représentent des monuments antiques en relief — la frise du Parthénon, la colonne de Trajan —. L'architecture des théâtres modernes, comme celle du théâtre de marionnettes favorise cette frontalité. L'expression d'un comédien qui abandonne la fiction de l'interaction entre les personnages pour faire face aux spectateurs peut aussi se désigner comme frontalité, bien que des auteurs aient proposé de parler plutôt de facialité.
Jean-Marie Apostolidès a proposé qu'on désigne comme théâtre de la frontalité l'approche d'auteurs modernes comme Luigi Pirandello, Stanisław Witkiewicz, Antonin Artaud, Bertolt Brecht et Heiner Müller, qui ont rompu avec la convention selon lequel l'action se déroule entre les personnages, sur lesquels les spectateurs jettent un regard extérieur.

## Arts photographiques
La chambre noire et ses dérivés en photographie, en cinéma, en audiovisuel produit une image dans laquelle l'image n'est parfaitement nette que dans un plan perpendiculaire à l'axe, à la distance que l'opérateur a déterminée. La frontalité du sujet le place dans ce plan. Il est entièrement net.
La photographie d'identité impose un buste en prise de vue frontale, sans torsion, comme dans la définition de Lange. Plus généralement, une « photo témoin », dont le rôle n'est que de rendre compte sommairement de l'apparence du sujet, privilégie presque toujours la vue frontale.

### Cinéma et audiovisuel
En 1891, Dickson se fait filmer avec la caméra Kinétographe qu’il a mise au point d’après les croquis de son patron, Thomas Edison. La prise de vue est frontale. Le cadrage est celui d'un portrait photographique commun, animé par le salut de l'inventeur. Les premiers films projetés au public, de Georges Méliès, d'Alice Guy, et la plupart des vues photographiques animées de Louis Lumière conservent cette frontalité. Georges Méliès identifiait « le champ de son appareil à l'encadrement doré d'une scène de théâtre ».
La frontalité inclut le spectateur dans l'action. Elle devient rapidement gênante, lorsque des réalisateurs commencent à adapter des œuvres de fiction qui adoptent le « point de vue de Dieu », mettant l'action sur les interactions entre les personnages, et passant de l'un à l'autre. Dans la figure classique du champ-contrechamp, les prises de vues sont rarement frontales ; le décalage symétrique des axes de regard rappelle l'existence d'un interlocuteur. Le documentaire et la télévision adoptent le plus souvent cette convention pour l'interview. La frontalité peut survenir quand le personnage s'adresse au spectateur avec un regard caméra. Le personnage « montré de face, sujet de l'énonciation, dit je ».
La télévision utilise les codes du cinéma et du théâtre de son époque : la frontalité s'impose pour s'adresser au spectateur, au journal télévisé ou dans les déclarations officielles, dans toute sa rigueur. La téléréalité dispose de points de vue variés dans la description des actions des participants, mais conserve la frontalité pour leurs déclarations individuelles au « confessionnal ».